# Leandro Guerreiro
Leandro Luchese Guerreiro, genannt Leandro Guerreiro, (* 17. November 1978 in São Borja) ist ein ehemaliger brasilianischer Fußballspieler.

## Karriere

### Als Spieler
Leandro Guerreiro begann seine berufliche Karriere beim SC Internacional. Er zeichnete sich durch eine leichte Spielweise und hohe Präzision aus. Aufgrund schlechter Leistungen in einem Spiel gegen den Cruzeiro EC in der brasilianischen Meisterschaft. Daraufhin wechselte er 2002 für eineinhalb Spielzeiten Guarani FC und von dort im Sommer 2003 nach Italien, wo er für verschiedene Vereine spielte, u. a. dem SSC Neapel.
Im Jahr 2006 ging es zurück nach Brasilien zum Criciúma EC in die Série C der brasilianischen Liga. Hier trug er als Kapitän tragend zum Meistertitel und Aufstieg in die Série B bei.
Aufgrund dieser starken Leistungen wurde Leandro Guerreiro Anfang 2007 vom Botafogo FR verpflichtet. Sein erstes Tor erzielte er 14. Juni 2007 beim 4:0-Sieg über den CR Vasco da Gama. Im Jahr 2009 in einem Spiel gegen Mesquita FC absolvierte er sein hundertste Spiel für den Carioca Club. 2010 konnte der Spieler mit Botafogo dann die Staatsmeisterschaft von Rio de Janeiro gewinnen.
Am 17. Januar 2011 wurde der Spielerwechsel nach Belo Horizonte zum Cruzeiro EC bekannt. Er traf hier auf den Trainer Cuca, den er bereits aus seiner Zeit bei Botafogo kannte. Das schlechte Abschneiden des Teams in der brasilianischen Meisterschaft provoziert das Misstrauen der Fans und anschließend im Zorn gegen die Mannschaft, einschließlich Leandros. Um die Fans von seinem Einsatz für den Verein zu überzeugen, versprach er, dass, wenn Cruzeiro in der Série A bleiben würde, er sich seine traditionellen langen Haare abschneiden lassen würde. Der Abstieg wurde verhindert und die Haare fielen.
Nach durchschnittlicher Leistung des Vereins im Jahr 2012 nahm dieser zur Saison 2013 einen Umbau der Mannschaft vor und der Spieler verlor sukzessive seinen Platz in der Startelf. Trotzdem setzte er sich in dem Jahr mit allen Kräften ein und wurde für seine professionelle und engagierte Einstellung hervorgehoben. Er stand in dieser Saison, in der Cruzeiro seine dritte Meisterschaft gewinnen konnte, achtmal in der Startelf, saß 29 Mal auf der Ersatzbank und wurde zweimal eingewechselt. Ein Tor trug er nicht bei.
Am 9. Januar 2014 wechselte Leandro Guerreiro in die Série B zu América Mineiro. Hier beendete er 2016 seine aktive Laufbahn.

### Als Trainer
2018 absolvierte Guerreiro eine Trainerausbildung bei Cruzeiro. Von 2020 bis 2022 war er bei dem Klub im Nachwuchsbereich als Assistenztrainer tätig.

## Erfolge
Criciúma
- Meister Série C: 2006

Botafogo
- Staatsmeisterschaft von Rio de Janeiro: 2010
- Taça Guanabara: 2009, 2010
- Copa Peregrino: 2008
- Taça Rio: 2007, 2008, 2010

Cruzeiro
- Staatsmeisterschaft von Minas Gerais: 2011
- Campeonato Brasileiro: 2013

América
- Staatsmeisterschaft von Minas Gerais: 2016